# 巴恩斯基金會
巴恩斯基金會（英語：Barnes Foundation）是美國的一個藝術教育機構和園藝機構，位於賓西法尼亞州費城市中心，由阿尔伯特·C·巴恩斯创办。現在巴恩斯基金會收藏有約2500多件美術品，其中包括800多幅畫作，估價越250億美元。巴恩斯基金會主要收藏印象派和現代主義的美術作品，包括眾多歐美頂尖美術家的大作。巴恩斯基金會也收藏古代文化的藝術品。

## 外部連結
- 官方网站
- 2018 Annual report （页面存档备份，存于）
- Friends of the Barnes Foundation （页面存档备份，存于）
- Matityahu Marcus, "An Economist's Consideration of Delaware River Port Authority Funding for a Philadelphia Barnes Foundation Facility" （页面存档备份，存于）, Friends of the Barnes Foundation

template:Museums in Pennsylvania
template:Philadelphia
39°57′38″N 75°10′22″W / 39.9605°N 75.1727°W